# Абсорбционная холодильная машина

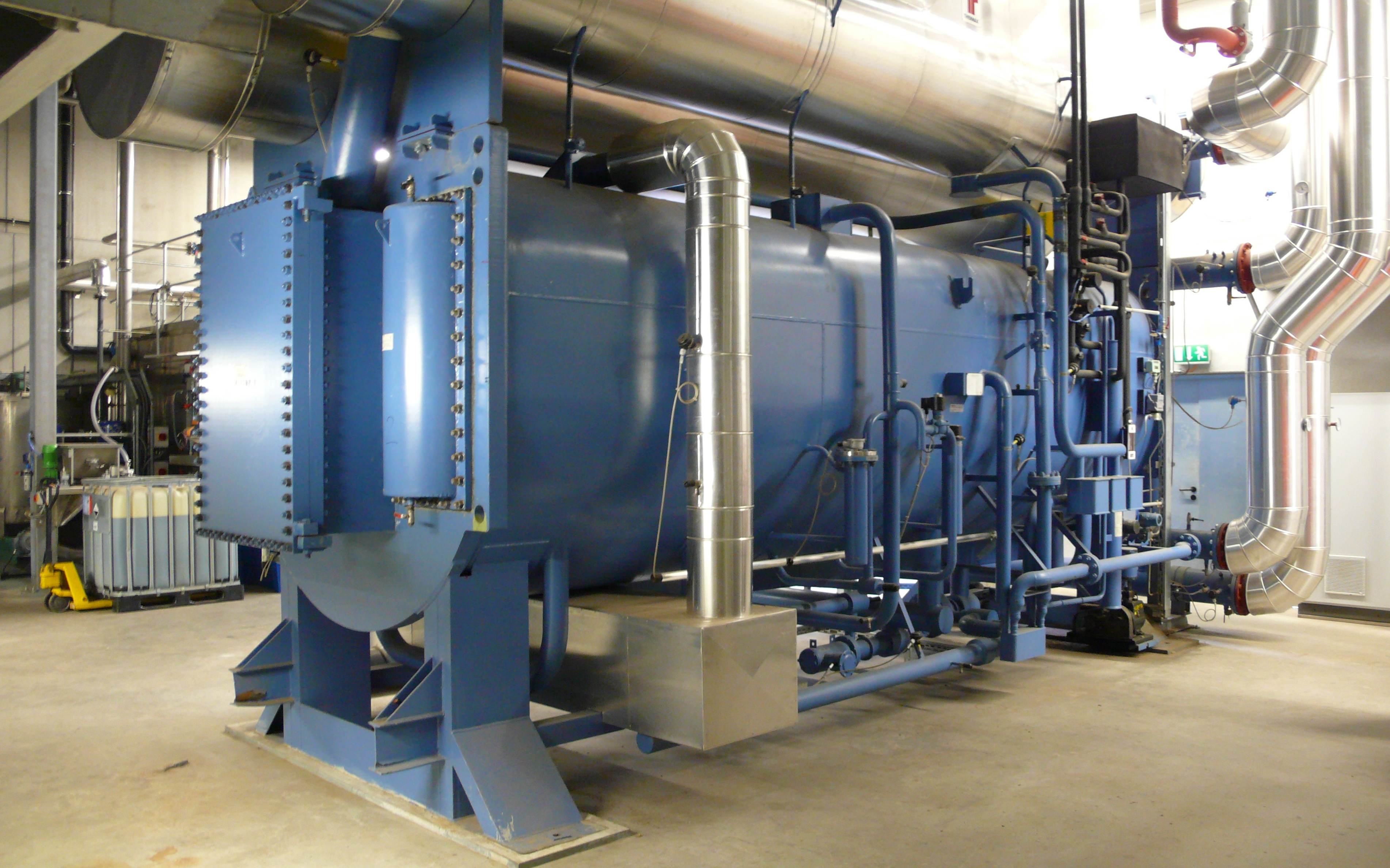
Абсорбционная холодильная машина на 14МВт

Абсорбционная холодильная машина — холодильная установка испарительного типа, в которой удаление паров хладагента из испарителя производится за счёт абсорбции хладагента в абсорбенте. Разделение хладагента и абсорбента как правило производится с помощью дистилляции или ректификации. Абсорбционный принцип работы позволяет обходиться без компрессора, а в небольших холодильниках — и вовсе без движущихся частей, обеспечивая циркуляцию веществ за счёт тепловых эффектов. Абсорбционные холодильники имеют более низкий холодильный коэффициент и более низкую холодопроизводительность, по сравнению с парокомпрессиоными, однако позволяют производить холод за счёт прямого сжигания топлива или другого источника тепла необходимой температуры.
Наибольшее распространение получили холодильные машины, использующие в качестве хладагента — аммиак, а абсорбента — воду. В климатических и водоохладительных установках, если не требуется получение температур ниже 0°C, в качестве хладагента может использоваться вода, а абсорбента — крепкий раствор бромида лития.

## История создания АБХМ
- Первое документированное использование искусственного охлаждения в 1756 году было осуществлено английским учёным Вильямом Калленом[1]
- Способность концентрированной серной кислоты поглощать (абсорбировать) водяной пар впервые была замечена Геральдом Найрне в 1777 году.
- В 1810 году Джоном Лесли создана первая искусственная ледоделка на основе поглощения сернистого газа водой.
- В 1834 году английским врачом Якобом Перкинсом (1766—1844) была построена холодильная машина с использованием насоса (компрессора) на диэтиловом эфире.
- Французским учёным Фердинандом Карре (1824—1900) и его братом Эдмондом Карре (Edmond Carre) в 1846 году была изобретена аммиачная абсорбционная холодильная машина. Несмотря на то, что это изобретение быстро продемонстрировало свою полезность, его не использовели несколько следующих десятилетий.
- В 1871 году была построена машина, работающая на метиловом эфире.
- В 1850 году Эдмонд Карре создал абсорбционную машину на воде и концентрированной серной кислоте.
- В 1922 году шведские студенты Карл Мунтерс и Бальцар фон Платен изобрели первый в мире абсорбционный холодильник, который работал на газе, керосине или электричестве, и был запатентован в 1923 году.
- В 1923 году австралийцем Эдвардом Халлстромом изобретён оригинальный аммиачный абсорбционный холодильник упрощённой конструкции — Icy Ball (англ. ледяной шар).
- В 1926 году физики Альберт Эйнштейн и Лео Силард изобретают так называемый холодильник Эйнштейна, который был запатентован в США 11 ноября 1930 года[2].
- В начале XX века в Москве была открыта фирма, которая предлагала всем желающим агрегат под названием «Эскимо». Данный агрегат был изготовлен по принципу, предложенному Фердинадом Карре. При своих больших габаритах, агрегат не издавал громкого шума и был универсальным. Для работы необходимы были уголь, дрова, керосин или спирт. Один цикл работы «Эскимо» позволял получить 12 кг льда.
- Применение абсорбции в промышленном кондиционировании началось в конце 1950-х годов.
- В 1985 году была разработана и запатентована более эффективная АБХМ — трёхступенчатая абсорбционная холодильная машина с тремя конденсаторами и тремя генераторами.
- В 1993 году был запатентован альтернативный цикл трёхступенчатой абсорбционной холодильной машины с двойным конденсатором[3].

## Типы абсорбционных охладителей
По типу цикла охлаждения выделяют машины периодического и непрерывного действия. Существуют холодильные машины с использованием различных пар веществ, но наибольшее распространение получили аммиачно-водные и водно-бромлитиевые холодильные машины. Существуют холодильные машины закрытого и открытого типа  — последние как правило применяются при использовании в качестве хладагента воды.

### Абсорбционная холодильная машина периодического действия
Абсорбционный холодильный агрегат периодического действия — самый простой вид абсорбционных холодильников. В простейшем случае состоит из пары резервуаров, «горячего» и «холодного», соединённых трубкой. «Горячий» совмещает в себе функции абсорбера и кипятильника, а «холодный» — конденсатора и испарителя. При заправке такого холодильника «горячий» резервуар заполняется раствором хладагента с абсорбентом (как правило, аммиака в воде). Перед началом работы необходимо разделить два этих вещества путём кипячения раствора в первом резервуаре и охлаждения второго. За счёт разности температур кипения в охлаждаемый резервуар попадает в основном хладагент, а абсорбент остаётся в «горячем». После приведения агрегата в действие, хладагент в «холодном» резервуаре испаряется, забирая тепло, и переходит по трубке во второй, где поглощается абсорбентом. Вместо воды в качестве абсорбента может использоваться твёрдый поглотитель, например хлорид кальция. Функции испарителя и конденсатора также могут быть разделены.
Недостаток такого холодильного агрегата: он не может обеспечивать непрерывное производство холода. Кроме того, подобные холодильники имеют очень низкий холодильный коэффициент, т.к. с одной стороны тепло, необходимое для нагрева раствора до температуры кипения, после заправки рассеивается в окружающую среду, а с другой при работе часть произведённого холода уносится хладагентом в абсорбер. Такие устройства применялись в первой половине XX века в качестве переносных источников холода для разносной торговли и кемпинга.

### Абсорбционная машина непрерывного действия закрытого типа

упрощённая схема абсорбционного холодильника, работающего на газу

В абсорбционной машине непрерывного действия (см. рисунок) происходит постоянная циркуляция хладагента и абсорбента. Так же, как и в машине периодического действия, хладагент и абсорбент разделяются дистилляцией, для чего раствор нагревается в кипятильнике (2), затем хладагент конденсируется в конденсаторе (4), а освобождённый от хладагента абсорбент подаётся в абсорбер (7). Жидкий хладагент поступает в испаритель (6), где испаряется, а затем пары хладагента удаляются из испарителя благодаря разрежению, создаваемого абсорбером.
Для облегчения циркуляции в систему может быть добавлен буферный газ, как правило — водород. За счёт буферного газа давление в системе постоянно, испарение происходит за счёт изменения парциального давления, что позволяет упростить циркуляцию хладагента. Такая система позволяет обходиться без движущихся частей, обеспечивая циркуляцию абсорбента с помощью термосифона — трубки, внутри которой жидкость поднимается вверх за счёт кипения. Такая система применяется в бытовых абсорбционных холодильниках, устанавливаемых в автодомах. В промышленных холодильниках могут применяться многоступенчатые холодильные машины, позволяющие утилизировать низкопотенциальное тепло, либо получать более низкие температуры.

Водная — Бромид-Литиевая абсорбционная холодильная машина. Принцип действия.

На представленной схеме Бромид-Литиевой абсорбционной холодильной машины для охлаждения воды охладитель состоит из двух камер.
- Верхняя — генератор (AT). Это горячая камера с относительно высоким давлением.
- Нижняя — испаритель (VD) и абсорбер (AB). Это холодная камера с очень низким давлением (2мБар).

Под действием тепла (HM) в генераторе из раствора бромида лития выделяются пары воды (хладагента), которые переносятся в конденсатор.
Водяной пар конденсируется, отдавая тепло воде охлаждающего контура KüW. Охлаждённая вода по линии 5 поступает в испаритель, где при низком давлении закипает при температуре +6 °C и забирает тепло от охлаждаемого контура чиллер-фанкойл (KW). Насос VD прокачивает воду на форсунки, что способствует более интенсивному теплообмену. В других типах АБХМ охлаждаемый контур не обрызгивается, а погружается в ванну хладагента.
Оставшийся концентрированный раствор бромида лития по линии 1-2 через растворный теплообменник/гидравлический затвор WT1 переходит в абсорбер. Для улучшения абсорбции раствор разбрызгивается форсунками и поглощает водяной пар из испарителя. Процесс абсорбции связан с выделением теплоты, которая отводится охлаждающим контуром KüW в абсорбере АВ. Полученный раствор воды и бромида лития перекачивается по линии 3-4 в генератор через регулятор/теплообменник WT1, и цикл повторяется снова.

### Абсорбционная машина открытого типа

Абсорбционный кондиционер открытого цикла

Абсорбционные машины открытого типа применяются для кондиционирования воздуха. Хладагентом в таких машинах как правило является вода, что не позволяет получать температуры ниже 0°C. В качестве абсорбента может использоваться бромид лития. Такие кондиционеры позволяют также регулировать влажность воздуха.

## Преимущества
По сравнению с компрессионными холодильниками, АБХМ обладают следующими преимуществами:
- Минимальное потребление электроэнергии. Электроэнергия требуется для работы насосов и автоматики.
- Минимальный уровень шума.
- Экологически безопасны. Хладагентом является бромид лития, вода выполняет функцию промежуточного теплоносителя.
- Утилизируют тепловую энергию сбрасываемой горячей воды, дымовых газов или производственных процессов.
- Длительный срок службы (не менее 20 лет).
- Полная автоматизация.
- Пожаро- и взрывобезопасность.
- Абсорбционные машины не подведомственны Ростехнадзору.

## Недостатки
Абсорбционные охладители, по сравнению с компрессионными охладителями отличает:
- Более высокая цена оборудования, примерно в 2 раза выше (на мощности ниже 500 кВт)? чем цена обычного охладителя. При больших мощностях (2 МВт и выше) стоимость АБХМ приближается к стоимости ПКХМ.
- Необходимость наличия дешёвого (бесплатного) источника тепловой энергии с достаточно высокой температурой.
- Относительно низкая энергетическая эффективность — тепловой коэффициент (отношение подведённой тепловой энергий к полученному холоду), равный 0,65-0,8 — для одноступенчатых машин, и 1—1,52 — для двухступенчатых машин.
- Существенно больший вес, чем у обычного охладителя.
- Необходимость использовать открытые охладители — градирни, что увеличивает водопотребление системы.

## Бытовые АБХМ
Выше приведены достоинства и недостатки промышленных агрегатов. При этом, отдельно стоит отметить особенности бытовых холодильников.
Потребление энергии и эффективность бытовых АБХМ никак не соотносятся с этими параметрами для промышленных машин. Крупные установки обычно используют имеющееся бросовое тепло, оно не учитывается в расчёте их КПД. Бытовой холодильник может работать только при постоянном расходовании теплогенерирующего ресурса. Такой холодильник в несколько раз хуже компрессорного по полному КПД. Но он может работать в том числе и от пропана, значительно более дешёвого ресурса по сравнению с электроэнергией. Что отчасти нивелирует плохой КПД, и наряду с тем, что теплоэнергоёмкость баллона с пропаном гораздо выше электроаккумулятора той же массы, определяет одну из двух основных областей их применения, это автодома и другие передвижные объекты. Другая особенность это дешевизна, простота изготовления и массовость из-за отсутствия цветного металла, определяет вторую нишу, это общежития и др. объекты с временным пребыванием, где нетребователен объём холодильной камеры и не требуется сильная заморозка. Отметим также, что плохой КПД приводит к существенному нагреву помещения, что хорошо лишь зимой. В ряде случаев (автодома) агрегат нередко устроен так, что отработанное тепло выводится на улицу. Также из недостатков известно плохое охлаждение летом, из-за стремительного падения КПД при повышении температуры окружающей среды (а иногда ставят и принудительную вентиляцию радиаторов). Из достоинств, при работе от электричества, можно назвать практическое отсутствие требований к качеству электропитания, так как потребителем является только керамический электронагреватель. Потребляемая мощность 70...90 Вт (как правило, непрерывно) у обычных малогабаритных моделей. Для сравнения, компрессорный мини-БХП потребляет 35...50 Вт со скважностью порядка 50%. Также достоинство это значительный срок службы. Но ремонт, кроме замены электронагревателя, обычно невозможен.